# Senička
Senička (deutsch Kleinsenitz, früher Klein Senitz, 1939–1945 Klein Zinitz) ist eine Gemeinde in Tschechien. Sie liegt vier Kilometer nördlich von Náměšť na Hané und gehört zum Okres Olomouc.

## Geographie
Senička erstreckt sich am nordöstlichen Fuße des Drahaner Berglandes am Rande der Obermährischen Senke (Hornomoravský úval) am linken Ufer des Flüsschens Blata. Südwestlich erhebt sich der Bořík (340 m) und im Westen die Skalky (356 m). Nordöstlich des Dorfes verläuft die Bahnstrecke Červenka – Prostějov, die nächste Bahnstation ist Odrlice.
Nachbarorte sind Cholina und Odrlice im Norden, Dubčany, Mezice und Náklo im Nordosten, Příkazy und Žižkov im Osten, Senice na Hané, Vojnice, Těšetice und Loučany im Südosten, Biskupství und Náměšť na Hané im Süden, Nové Dvory, Svatá Voda, Olbramice und Cakov im Südwesten, Vilémov im Westen sowie Bílsko, Loučka, Cholinský Dvorek und Skalka im Nordwesten.

## Geschichte
Die erste schriftliche Erwähnung von Parvo Senicz erfolgte 1348. Im Jahre 1349 wurde der Ort als Parva Syeniczka, 1364 als Parva Czynicz, ab 1371 als Parva Seniczka, ab 1389 als Seniczka, ab 1447 als Malá Senička, ab 1460 als Malá Senice und 1508 als Parva Senicz bezeichnet.  Das Dorf war unter verschiedenen weltlichen und geistlichen Besitzern aufgeteilt, wobei Erstere zudem auch häufig wechselten. Seit 1382 ist die Obere Mühle nachweislich. Bei einem Einfall des Markgrafen Prokop wurde 1399 der Kapitularhof verwüstet. Die Vladiken von Dubčany hielten seit der ersten Hälfte des 15. Jahrhunderts einen großen Teil des Dorfes, ein weiterer beträchtlicher Anteil gehörte zur Feste Lysov. Letzteren Anteil erwarben zum Ende der Hussitenkriege die Herren von Kunstadt auf Senice. Elisabeth von Kunstadt auf Lysov ließ 1465 den Hof Lysov parzellieren und an die Untertanen von Malá Senice verkaufen. Sukzessive erwarb das Olmützer Domkapitel die verschiedenen Anteile; mit dem Ankauf des Anteils der minderjährigen Kinder des Havel Chudobínský von Bařice wurde das Kapitel 1538 zum alleinigen Grundherrn von Parva Senicz. Die Matriken werden seit 1714 in Senice na Hané geführt. Der Kapitularhof Klein Senitz wurde 1787 aufgehoben und parzelliert. Bis zur Mitte des 19. Jahrhunderts blieb Malá Senice/Klein Senitz immer ein Olmützer Kapitulardorf.
Nach der Aufhebung der Patrimonialherrschaften bildete Seníčky/Klein Senitz ab 1850 eine Gemeinde in der Bezirkshauptmannschaft Littau. Die Dorfschule wurde 1853 eingeweiht, Unterricht im Ort fand bereits seit 1848 statt. 1890 wurde ein neues Schulhaus eingeweiht. Seit 1894 gebrauchte die Gemeinde den tschechischen Ortsnamen Malá Senice und seit 1905 Senička. Die Freiwillige Feuerwehr gründete sich 1910. Im Jahre 1914 wurde die Lokalbahn Littau–Groß Senitz in Betrieb genommen. Der deutsche Ortsname wurde 1915 von Klein Senitz in Kleinsenitz geändert. Während der deutschen Besetzung wurde ab 1939 der deutsche Ortsname Klein Zinitz eingeführt. Nach der Auflösung des Okres Litovel kam die Gemeinde 1961 zum Okres Olomouc, zugleich wurde Odrlice eingemeindet. 1974 erfolgte die Eingemeindung nach Senice na Hané. Im Jahr darauf wurde die Schule geschlossen. Nach der Samtenen Revolution löste sich Senička 1991 wieder von Senice los und bildete eine eigene Gemeinde. 1993 wurde der Schulunterricht in Senička wieder aufgenommen.
Am 8. Juli 2012 löste sich bei Sommerhitze die Abdichtung eines landwirtschaftlichen Jauchespeichers auf, dadurch gelangten 400.000 Liter Jauche in die Blata und vergifteten den Fluss auf 15 Kilometer Länge.

## Gemeindegliederung
Für die Gemeinde Senička sind keine Ortsteile ausgewiesen.

## Sehenswürdigkeiten
- Hochwasserschutzmauer des Hausgartens am Grundstück Nr. 28, der 1859 aus Ziegelmauerwerk und Bruchstein mit beiderseitigen Halbpfeilern und niedrigen Arkaden errichtete Bau ist als Technisches Denkmal geschützt[5]
- Sühnekreuz errichtet um 1600, es befand sich ursprünglich außerhalb des Dorfes und wurde im 19. Jahrhundert in die Kapelle versetzt[6]
- Barocke Schutzengel-Kapelle auf dem Dorfanger, sie entstand 1734. Über einem der Fenster befindet sich das Wappen des Vyšehrader Propstes Karl Reichsgraf Martinic, der sie errichten ließ[7]
- Sonnenuhr aus Eisenschrott[8]
- Gedenkstein für die Opfer beider Weltkriege[9]
- Ehemalige Wassermühle aus dem Jahre 1896
- Burgstall Lysov zwischen Senička und Cakov, die seit 1353 nachweisliche Feste erlosch zusammen mit dem zugehörigen Hof während des Böhmisch-ungarischen Krieges